# Girltrash!
Girltrash! est une web-série américaine en onze épisodes de deux à trois minutes réalisée par Angela Robinson, diffusée sur le site ourchart.com du 10 juin au 3 septembre 2007, mettant en scène des héroïnes lesbiennes interprétées par Michelle Lombardo, Gabrielle Christian, Mandy Musgrave et Lisa Rieffel. Un film musical en est tiré en 2010 : Girltrash: All Night Long.
Les épisodes sont tournés en noir et blanc et jouent sur l'humour et des références du monde LGBT. Les actrices sont connues de séries comme The L Word, South of Nowhere.

## Synopsis
La série suit les histoires de Tyler Murphy, Daisy Robson, et Lou-Anne Dubois ainsi que Misty Monroe et Colby, la petite sœur de Daisy.
L'histoire se déroule dans la mafia de Los Angeles où Daisy et Tyler sont à la poursuite de Lou-Anne, une artiste pourchassé par la folle furieuse de Monique Jones à qui elle volé beaucoup d'argent. La sulfureuse Lou-Anne décide de séduire Tyler et pour corser les choses, Colby et Misty sont tenues en otage par Monique afin que Daisy et Tyler respectent finissent leur travail et lui rendent son argent.

## Distribution
- Amber Benson : Svetlana « Lana » Dragovich
- Margaret Cho : Min Suk
- Gabrielle Christian : Colby Robson
- Riki Lindhome : LouAnne Dubois
- Michelle Lombardo : Tyler Murphy
- Joel Michaely : Dryer Guy
- Mandy Musgrave : Misty Monroe
- Maeve Quinlan : Judge Cragen
- Lisa Rieffel : Daisy Robson
- Rose Rollins : Monique Jones
- Jimmi Simpson : Valentine

## Guide des épisodes
Épisode 1, diffusé le 10 juin 2007
Tyler et Daisy sont de très bonnes amies, mais quand le mari de Lou-Anne les menace de son arme, leur amitié est mise à rude épreuve.
Épisode 2, diffusé le 17 juin 2007
Tyler et Daisy sont en route vers le prochain "travail". Elles profitent du voyage pour se rappeler et évoquer leur dernière rencontre avec Lou-Anne.
Épisode 3, diffusé le 24 juin 2007
Tyler et Daisy décident de se mesurer à Lou-Anne afin de récupérer leur argent, cette confrontation risquent de le mettre en danger...
Épisode 4, diffusé le 1er juillet 2007
Tyler, Daisy et Lou-Anne sont en cavale. Dans le même temps Tyler se remémore sa première rencontre avec Lou-Anne et réalise à quel point sa vie était plus facile avant qu'elle ne fasse sa connaissance.
Épisode 5, diffusé le 8 juillet 2007
Alors que Tyler et Daisy se rapprochent, le juge Cragen propose une récompense à Daisy de 2 000 dollars pour éloigner Tyler de Lou-Anne.
Épisode 6, diffusé le 15 juillet 2007
Alors que les filles sont toujours en cavale, elles rencontrent la dangereuse Monique qui se défoule sur un mec qui a lui a volé ses vêtements à la laverie automatique. Dans le même temps Daisy reçoit un appel inattendu de sa sœur Colby.
Épisode 7, diffusé le 22 juillet 2007
Monique détient Misty et Colby. Elle propose à Daisy un marché : l'argent et Lou-Anne, mais Lou-Anne, elle, décide de s'enfuir.
Épisode 8, diffusé le 29 juillet 2007
Lou-Anne a disparu, Daisy est morte d'inquiétude pour sa sœur toujours détenu par Monique.
Épisode 9, diffusé le 5 août 2007
Alors que Lou-Anne est toujours introuvable, Tyler et Daisy doivent trouver beaucoup d'argent, le plus vite possible. Tyler contacte Lana pour de l'aide, mais cette dernière décide de la rejoindre chez elle. Lana a déjà essayé de la tuer dans le passé. Dans le même temps et Colby et Misty toujours en otage de disputent à propos de l'exclusivité de leur relation (surtout Colby).
Épisodes 10 et 11, diffusés le 3 septembre 2007
Résumé non-disponible.